# Karup Hedeslette
Karup Hedeslette er en smeltevandsslette, der ligger omkring Karup Å og Storåen. Den østlige del af hedesletten kaldes for Alheden. 
Sydvest for Karup Hedeslette ligger Skovbjerg Bakkeø. De nærmeste byer er Skive, Viborg, Silkeborg, Herning og Holstebro.